# Суарес, Моисес
Моисе́с Суа́рес (исп. Moises Suarez Aldana; род. 11 августа 1945, Сьюдад-Манте, Тамаулипас, Мексика) — известный мексиканский актёр театра и кино и мастер дубляжа.

## Биография
Родился 11 августа 1945 года в Манте. В мексиканском кинематографе дебютировал в 1986 году и с тех пор снялся в 30 работах в кино и телесериалах. Телесериалы «Жара в Акапулько», «Однажды у нас вырастут крылья», «Страсти по Саломее», «Таковы эти женщины», «Секс и другие секреты», «Женщины-убийцы», «Как говорится» и фильм «Маска Зорро» оказались наиболее популярными в карьере актёра. В последние годы стал известен ещё и как мастер дубляжа. Номинирован на премию Asociacion Nacional de Actores и тут же одержал достойную победу.

## Фильмография
1.
Яго (сериал, 2016)
Yago
2.
Любовь на районе (сериал, 2015)
Amor de barrio … Hermes
3.
До конца света (сериал, 2014—2015)
Hasta el fin del mundo … Manuel
4.
Какие же богатые эти бедные (сериал, 2013—2014)
Qué pobres tan ricos
5.
Непокорное сердце (сериал, 2013)
Corazón indomable … Suárez
6.
Как прекрасна любовь! (сериал, 2012—2013)
Qué bonito amor
7.
Битва за свободу (2012)
For Greater Glory: The True Story of Cristiada … Bishop Pascual (в титрах: Moises Suárez)
8.
Счастливая семья (сериал, 2011 — …)
Una familia con suerte … Lamberto
9.
Как говорится (сериал, 2011 — …)
Como dice el dicho … Treviño
10.
Братья-детективы (сериал, 2009)
Hermanos y detectives … Carlos
11.
Женщины-убийцы (сериал, 2008 — …)
Mujeres asesinas … Don Chucho
12.
Железная душа (сериал, 2008 — …)
Alma de hierro … Ortega
13.
Секс и другие секреты (сериал, 2007 — …)
Sexo y otros secretos … Organizador
14.
Одушевленный мальчик (сериал, 2006—2013)
El chavo animado … Profesor Jirafales
15.
Соседи (сериал, 2005 — …)
Vecinos … Arturo López
16.
Малышка Эми (сериал, 2004)
Amy, la niña de la mochila azul … Lic. Benigno Calvillo
17.
Фата невесты (сериал, 2003 — …)
Velo de novia … Demetrio Carillo
18.
Таковы женщины (сериал, 2002—2003)
Así son ellas … Octavio
19.
Класс 406 (сериал, 2002—2003)
Clase 406 … Arturo Ferreira Julines
20.
Страсти по Саломее (сериал, 2001—2002)
Salomé … Germán
21.
Времена бабочек (ТВ, 2001)
In the Time of the Butterflies … Bureaucrat (в титрах: Moises Suarez Aldana)
22.
Маска Зорро (1998)
The Mask of Zorro … Don Héctor (в титрах: Moises Suarez)
23.
Однажды у нас вырастут крылья (сериал, 1997)
Alguna vez tendremos alas
24.
Caminero (1997)
… El Profesor
25.
Зажженый факел (сериал, 1996)
La antorcha encendida … Arzobispo Lizana y Braismont
26.
Полёт орлицы (сериал, 1994)
El vuelo del águila … Padre Agustín Domínguez y Díaz
27.
Жара в Акапулько (сериал, 1993—1994)
Acapulco H.E.A.T. … Judge Madera
28.
Marcado por el odio (1989)
… Comandante Aguirre
29.
Отмеченное время (сериал, 1986—1990)
Hora Marcada … Ayas
30.
Женщина, случаи из реальной жизни (сериал, 1985 — …)
Mujer, casos de la vida real

## Театральные работы
- 1987 — Кот в сапогах
- 2007 — 11 и 12